# Alexei Sidorowitsch Medwedew
Alexei Sidorowitsch Medwedew (russisch Алексей Сидорович Медведев; * 9. Oktober 1927 in Moskau; † 9. Mai 2003) war ein sowjetischer Gewichtheber.

## Werdegang
Alexei Medwedew stammte aus einer Moskauer Arbeiterfamilie und begann 1947 mit 20 Jahren in der Sportvereinigung „Krylja Sowjetow“ mit dem Gewichtheben. Seine Vorbilder waren die „Meister des Sports“ Grigori Nowak und Jakow Kuzenko. Beides Gewichtheber von Weltgeltung in den 1940er Jahren. In den ersten Jahren erzielte der Offizier in der Sowjetarmee unter der Anleitung der Trainer Schatow und Mechanik Jahr für Jahr beträchtliche Fortschritte, es dauerte jedoch bis zu seinem 30. Lebensjahr, bis seine Leistungen so gut waren, dass er von den verantwortlichen Trainern bei einer internationalen Meisterschaft eingesetzt wurde. Seine Zähigkeit und Ausdauer wurde dann mit dem Gewinn der Weltmeistertitel im Schwergewicht 1957 und 1958 belohnt. Zu olympischen Ehren kam er jedoch nicht mehr, da ihm der inzwischen kometenhaft noch vorne gekommene Juri Wlassow 1960 den Weg nach Rom versperrte. Alexei Medwedew blieb noch bis in die Mitte der 1960er Jahre aktiv und wurde anschließend Trainer.
Er betreute dabei als Cheftrainer die sowjetische Gewichtheber-Nationalmannschaft bis 1972. Von 1968 bis 1992 war er in leitenden Funktionen des Internationalen Gewichtheberverbandes (IWF) und des Europäischen Verbandes (EWF) tätig. In dieser Zeit und danach verfasste er einige Lehrbücher und unzählige Artikel über das Gewichtheben.
Nach seiner Trainertätigkeit war er Professor an der Internationalen Akademie für Information und Leiter des Lehrstuhls Gewichtheben an der Russischen Staatlichen Akademie für Körperkultur.

## Internationale Erfolge
(WM = Weltmeisterschaft, EM = Europameisterschaft, alle Starts erfolgten im Schwergewicht)
- 1951, 1. Platz, Weltjugend-Festspiele in Berlin, mit 402,5 kg;
- 1953, 1. Platz, Weltjugend-Festspiele, mit 440 kg, vor McDonald, Australien, 385 kg und Cazan, Rumänien, 355 kg;
- 1956, 1. Platz, EM in Helsinki, mit 465 kg, vor Alberto Pigaiani, Italien, 432,5 kg und Franz Hölbl, Österreich, 430 kg;
- 1957, 1. Platz, WM in Teheran, mit 500 kg, vor Humberto Selvetti, Argentinien, 485 kg und Pigaiani, 452,5 kg;
- 1958, 1. Platz, Grand Prix von Moskau, mit 480 kg, vor Jewgeni Nowikow, UdSSR, 455,5 kg und Eino Mäkinen, Finnland, 440 kg;
- 1958, 1. Platz, WM in Stockholm mit 485 kg, vor Dave Ashman, USA, 462,5 kg und Firuz Pojhan, Iran, 455 kg;
- 1960, 1. Platz, Grand Prix von Moskau, mit 480 kg, vor Iwan Wesselinov, Bulgarien, 455 kg und Leonid Schabotinski, UdSSR, 450 kg.

## UdSSR-Meisterschaften
- 1949, 2. Platz, mit 390 kg, hinter Jakow Kuzenko, 442,5,
- 1950, 3. Platz mit 407,5 kg, hinter Jakow Kuzenko, 422,5 kg und Laputin 420 kg,
- 1952, 2. Platz, mit 420 kg, hinter Kuzenko, 427,5 kg,
- 1953, 1. Platz, mit 427,5 kg, vor Jewgeni Nowikow, 425 kg und Laputin, 417,5 kg,
- 1955, 1. Platz, mit 450 kg, vor Nowikow, 445 kg und Atunin, 425 kg,
- 1956, 1. Platz, mit 475 kg, vor Nowikow, 465 kg und Romasenko, 440 kg,
- 1957, 2. Platz, mit 487,5 kg, hinter Nowikow, 492,5 kg und vor Romasenko, 447,5 kg,
- 1958, 1. Platz, mit 505 kg, vor Nowikow, 480 kg und Juri Wlassow, 470 kg,
- 1960, 2. Platz, mit 490 kg, hinter Wlassow, 510 kg und vor Vilkovic, 462,5 kg,
- 1961, 5. Platz, mit 470 kg, Sieger Wlassow, 550 kg vor Schabotinski, 500 kg,
- 1962, 4. Platz, mit 465 kg, Sieger Wlassow, 522,5 kg vor Schabotinski, 512,5 kg.

## Weltrekord
im beidarmigen Reißen:
- 151 kg, 1959 in Moskau.